# Marsilea muelleri
Marsilea muelleri là một loài dương xỉ trong họ Marsileaceae. Loài này được A.Braun mô tả khoa học đầu tiên năm 1852.
Danh pháp khoa học của loài này chưa được làm sáng tỏ. 